# João Santos Cardoso
João Santos Cardoso (* 3. Dezember 1961 in Dário Meira, Bahia) ist ein brasilianischer Geistlicher und römisch-katholischer Erzbischof von Natal.

## Leben
João Santos Cardoso besuchte von 1970 bis 1977 das Gymnasium in Dário Meira und von 1978 bis 1980 das Colégio Diocesano de Conquista. Er studierte von 1981 bis 1982 Philosophie am Priesterseminar für den Nordosten von Minas Gerais in Teófilo Otoni und von 1983 bis 1985 Katholische Theologie am Theologischen Institut in Ilhéus. Am 27. Dezember 1986 empfing er in Vitória da Conquista durch den Bischof von Vitória da Conquista, Celso José Pinto da Silva, das Sakrament der Priesterweihe für das Bistum Vitória da Conquista.
Cardoso war zunächst von 1987 bis 1991 als Pfarradministrator der Pfarrei São Miguel Arcanjo in Vitória da Conquista tätig. Von 1988 bis 1990 war er zusätzlich Assessor der Bewegung Educadores Cristãos. Daneben koordinierte er die Arbeit der Diözesankommission für ländliche Pastoral (1987–1992) sowie die Bibelschule des Bistums Vitória da Conquista (1987–1994) und einen Theologiekurs für Laien (1990–1992). Überdies lehrte er von 1989 bis 1993 Philosophie am Philosophischen Institut Nossa Senhora das Vitórias. Von 1992 bis 1994 war Cardoso Regens des philosophischen Priesterseminars des Bistums Vitória da Conquista und von 1993 bis 1994 Pfarradministrator der Pfarrei Senhor do Bonfim in Barra do Choça. Nach weiterführenden Studien erwarb er 1995 an den Faculdades Associadas Ipiranga (FAI) in São Paulo ein Lizenziat im Fach Philosophie. Im selben Jahr wurde er zur Fortsetzung seiner Studien nach Rom entsandt, wo er 2002 an der Päpstlichen Universität Gregoriana bei Carlo Huber SJ mit der Arbeit O uso do pronome de primeira pessoa nos escritos de Ludwig Wittgenstein e possível relação com a ontologia („Der Gebrauch des Pronomens der ersten Person in Ludwig Wittgensteins Schriften und die mögliche Beziehung zur Ontologie“) im Fach Philosophie promoviert wurde. Neben seinem Studium wirkte er als Pfarrvikar der Pfarreien Sant’Agostino in Rieti (1996–1999) und San Vivenzio in Blera im Bistum Viterbo (2000–2002).
Ab 2002 leitete Cardoso das Philosophische Institut Nossa Senhora das Vitórias. Zudem lehrte er an der Faculdade de Tecnologia e Ciências (FTC) (2002–2009), am Colégio Nossa Senhora de Fátima in Vitória da Conquista (2003), am Instituto de Ensino Superior Juvêncio Terra (FJT) (2005–2011) und an der Universidade Estadual do Sudoeste da Bahia (UESB) (2005–2012). Er arbeitete in den Studiengruppen Gewalt, Macht und Zeitgeist (2008–2012) und Zeitgenössische Philosophie, Phänomenologie und Sprache (2011–2012) mit. Seine Forschungsschwerpunkte waren Ethik, Menschenrechte, Philosophie der Gegenwart und Sprachphilosophie. Ab 2003 koordinierte Cardoso auch das Projekt Presença Cristã Universitária. Außerdem fungierte er von 2003 bis 2009 als Hochschulseelsorger in Vitória da Conquista und von 2007 bis 2009 als Diözesanjugendseelsorger. Ab 2009 war Cardoso neben seiner akademischen Lehrtätigkeit als Pfarrer der Pfarrei Nossa Senhora das Graças in Vitória da Conquista und als Koordinator für die Pastoral im Erzbistum Vitória da Conquista tätig sowie ab 2010 auch als Regionalvikar. Darüber hinaus gehörte er ab 2009 dem Priesterrat und dem Konsultorenkollegium an.
Papst Benedikt XVI. ernannte ihn am 14. Dezember 2011 zum Bischof von São Raimundo Nonato. Der Erzbischof von Vitória da Conquista, Luís Gonzaga Silva Pepeu OFMCap, spendete ihm am 12. Februar 2012 im Ginásio de Esportes Raul Ferraz in Vitória da Conquista die Bischofsweihe; Mitkonsekratoren waren Celso José Pinto da Silva, emeritierter Erzbischof von Teresina, und Geraldo Lyrio Rocha, Erzbischof von Mariana. Sein Wahlspruch In eo qui me confortat („Durch den, der mich stärkt“) stammt aus Phil 4,13 . Die Amtseinführung im Bistum São Raimundo Nonato fand am 17. März 2012 statt. Als Bischof lehrte Cardoso außerdem ab 2012 am Instituto Católico de Estudos Superiores do Piauí in Teresina.
Am 24. Juni 2015 bestellte ihn Papst Franziskus zum Bischof von Bom Jesus da Lapa. Die Amtseinführung erfolgte am 25. September desselben Jahres. Von 2019 bis 2023 fungierte Cardoso zudem als Präsident der Region Nordeste 3 der Brasilianischen Bischofskonferenz.
Papst Franziskus ernannte ihn am 5. Juli 2023 zum Erzbischof von Natal. Die Amtseinführung fand am 7. Oktober desselben Jahres statt.

## Schriften
- O uso do pronome de primeira pessoa nos escritos de Ludwig Wittgenstein e possível relação com a ontologia. Pontificia Università Gregoriana, Rom 2002, OCLC 1284420087.
- Wittgenstein e a dimensão ética da linguagem. In: Revista Kairós. Band 2, Nr. 1, 2005, S. 152–178.
- A Concepção de Filosofia no Segundo Wittgenstein. In: Tecitura. Band 1, 2007, S. 1–19.
- Um perfil da juventude conquistense. In: Elinaldo Leal Santos, Cristina Batista Caires (Hrsg.): Conquistas da juventude: políticas públicas e cidadania. Vitória da Conquista 2008, S. 37–56.
- A Subjetividade em Wittgenstein a partir da assunção do eu transcendental. In: Jorge Miranda de Almeida, Fransmar Costa Lima (Hrsg.): Subjetividade, Filosofia e Cultura. Liber Ars, São Paulo 2011, S. 15–45.
- Um enfoque sobre a violência urbana em Vitória da Conquista apartir da percepção de populares. In: José Rubens Mascarenhas Almeida, Lívia Diana Rocha Magalhães, Luci Mara Bertoni (Hrsg.): As redes científicas e o desenvolvimento da presquisa e da extensão: perspectivas multidisciplinares. Pedro & João Editores, São Carlos 2011, S. 1143–1162 (uesb.br [PDF; 262 kB]).
- Aspectos da Concepção de Educação no „De Magistro“ de São Tomás. In: Ana Palmira Bittencourt Santos Casimiro, Itamar Pereira de Aguiar (Hrsg.): Educação e religião. Editora Alínea, Campinas 2012, ISBN 978-85-7516-574-4, S. 77–98.
- A cidade como exigência de sociabilidade. In: João Santos Cardoso (Hrsg.): Dilemas da sociabilidade. Pensar a cidade hoje. Editora CRV, Curitiba 2012, ISBN 978-85-8042-451-5, S. 17–36.
- Ser-para-o-outro. In: Verônica Ferraz de Oliveira, Elton Moreira Quadros (Hrsg.): Modernidade, Memória e Trabalho. Editora CRV, Curitiba 2013, ISBN 978-85-8042-764-6, S. 61–72.
- João Santos Cardoso, Elton Silva Salgado, Elton Moreira Quadros, Fernando de Cássia Meira Oliveira, Julimar Barros Pereira: Violência e poder na contemporaneidade: uma experiência entre pesquisa e extensão. In: Revista Extensão e Cidadania. Band 1, Nr. 2, 2013, OCLC 9818438973, S. 241–256 (uesb.br [PDF; 203 kB]).